# 7 Dywizjon Samochodowy

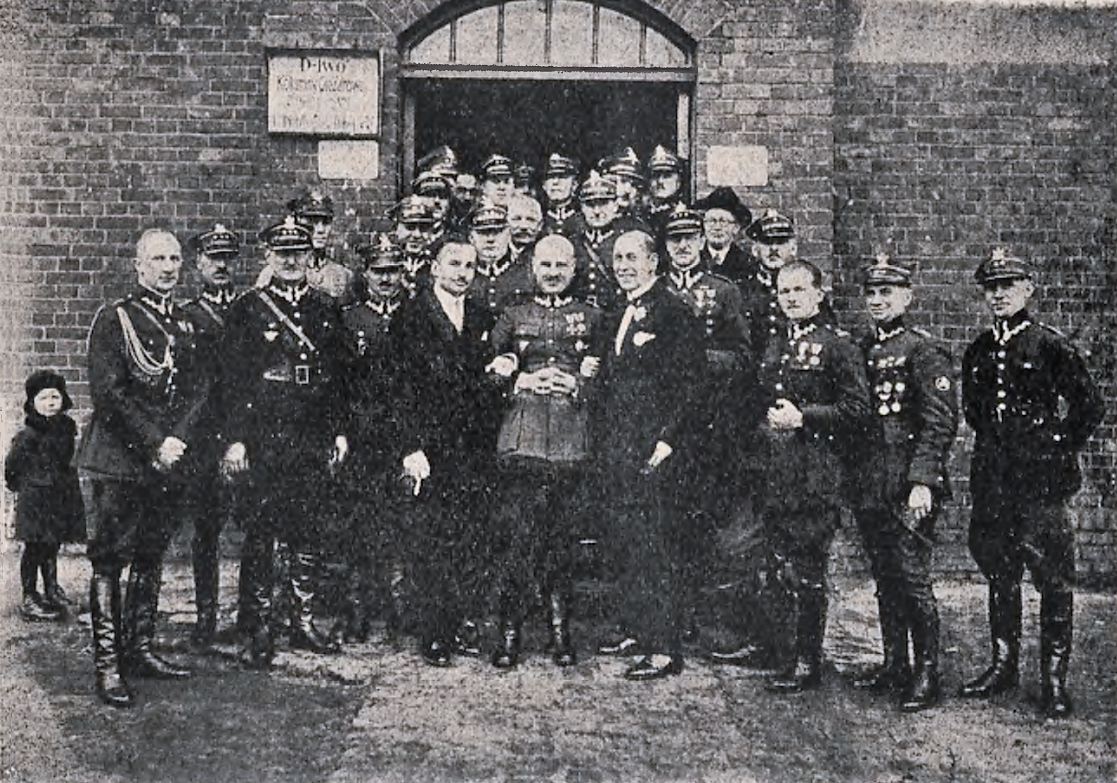
Finał dorocznego święta 7 dsam; pośrodku d-ca dywizjonu ppłk inż. Witold Suszyński

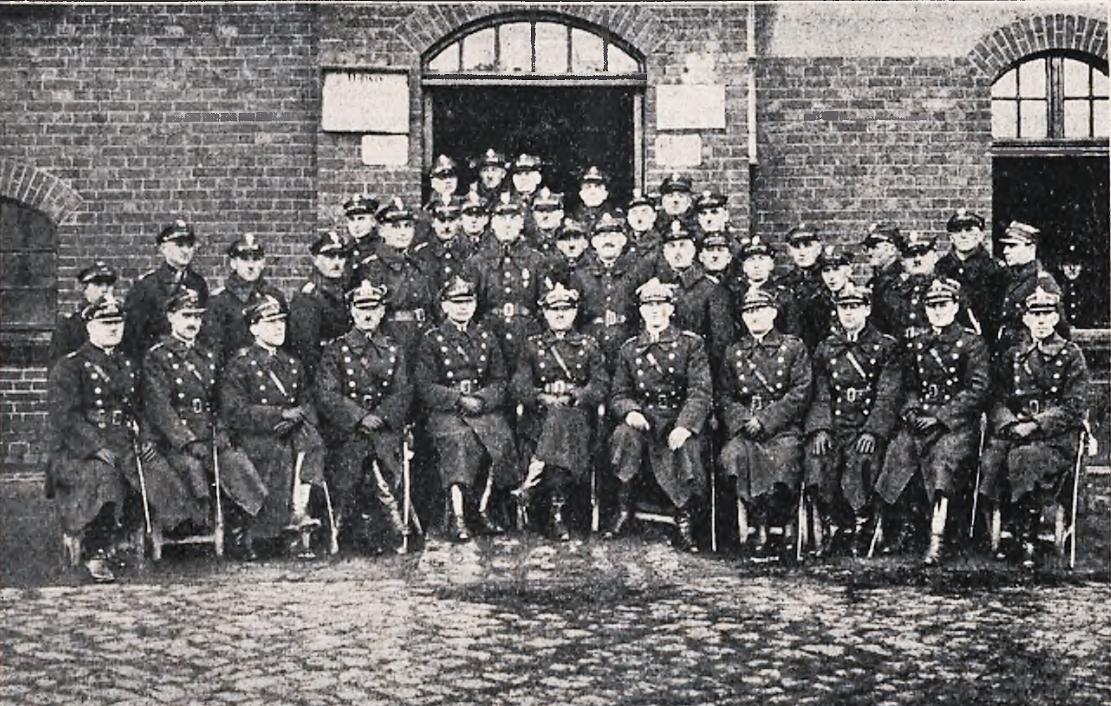
Oficerowie i podoficerowie 7 dywizjonu samochodowego

7 Dywizjon Samochodowy (7 dsam) – pododdział wojsk samochodowych Wojska Polskiego II RP.

## Historia dywizjonu
Pierwsze jednostki samochodowe powstały samorzutnie w pierwszych dniach listopada 1918. 
W Poznaniu sformowano Obóz Samochodowy. Wykorzystywano sprzęt i materiały pozostawione przez wojska okupacyjne.
Dywizjon został sformowany w lipcu 1921 roku, w garnizonie Poznań (Okręg Korpusu Nr VII), na bazie Dowództwa Wojsk Samochodowych Okręgu Generalnego „Poznań” i podległych mu pododdziałów.
W strukturze dyonu występowała między innymi Kolumna Szkolna Samochodów Pancernych. Jesienią 1925 roku kolumna została wyłączona ze składu wojsk samochodowych, podporządkowana dowódcy 15 Pułku Ułanów Poznańskich i przemianowana na 3 Szwadron Samochodów Pancernych.
W 1929 roku jednostka została skadrowana i przemianowana na Kadrę 7 Dywizjonu Samochodowego.
Dzień 11 listopada został ustanowiony świętem dywizjonu, w rocznicę utworzenia w 1919 roku Dowództwa Wojsk Samochodowych Okręgu Generalnego „Poznań”.
W grudniu 1933 roku Kadra 7 dsam została połączona z 1 Pułkiem Pancernym. Na bazie obu jednostek został utworzony 1 Batalion Czołgów i Samochodów Pancernych, który 26 lutego 1935 roku został przeformowany w 1 Batalion Pancerny.
W warsztatach samochodowych dywizjonu na stanowisku kierownika technicznego pracował Mikołaj Aksan. 

## Dowódcy batalionu i komendanci kadry
- ppłk Marek Krzyczkowski (od IX 1921)
- mjr / ppłk inż. Witold Leon Suszyński (15 III 1923[5] – III 1929 → dyspozycja dowódcy OK VII[6])
- mjr Władysław Srocki (1929)
- mjr Henryk Emil Cybulski (od 1929)